# Tolka Park
Der Tolka Park (irisch Páirc na Tulchann) ist ein Fußballstadion in Drumcondra im Norden der irischen Hauptstadt Dublin. Es befindet sich unmittelbar nordöstlich des Flusses Tolka, von dem es seinen Namen bezieht, und liegt an der weiter nordöstlich parallel zum Fluss verlaufenden Richmond Road. Die Anlage war anfangs Heimspielstätte des Drumcondra FC und ist aktuell die Heimspielstätte des Shelbourne FC. Sie bietet, nach Renovierungsarbeiten, seit April 2024 insgesamt 5750 Plätze für die Besucher.

## Geschichte

### Die Entwicklung des Stadions und seine Nutzer
Das seinerzeit weitläufige Gelände nördlich des Flusses Tolka, auf dem das spätere Stadion entstand, wurde in den 1920er-Jahren von einigen Fußballmannschaften aus Dublin genutzt; unter anderem auch der des Frankfort Football Club. Doch es dauerte bis 1926, ehe die Bezeichnung Tolka Park in den Medienberichten Einzug fand.
Weil andere auf dem Gelände spielende Vereine den Sprung in die League of Ireland nicht schafften oder – wie die des bereits erwähnten Frankfort FC – nur kurzfristig in derselben vertreten waren, wurde der Tolka Park schon bald zum Synonym des Drumcondra FC, der zur Saison 1928/29 in die Liga aufgenommen wurde und bis zu seiner Auflösung am Ende der  Saison 1971/72 dauerhaft in ihr vertreten war.
Wann genau mit dem Bau einer ersten Tribüne begonnen und diese fertiggestellt wurde, lässt sich nicht mehr zweifelsfrei nachvollziehen. Sicher ist aber, dass die Mannschaft des Drumcondra FC bei einem Pokalspiel des Jahres 1928 gegen Bray Unknowns vor 10.000 Zuschauern spielte.
Im Januar 1932 begannen Ausgrabungen auf der Flussseite des Geländes und die Errichtung einer weiteren Tribüne, die die Besucherkapazität des Stadions zunächst auf 16.000 erweiterte. 1935 lag die Kapazität durch die zwischenzeitlich errichteten Hintertortribünen bereits bei 18.000 und bei einem Derby zwischen Drumcondra und den Shamrock Rovers im Jahr 1958 waren mehr als 19.000 Zuschauer anwesend, während die Kapazität einige Jahrzehnte später aus Sicherheitsgründen erheblich reduziert wurde.
In den frühen 1950er-Jahren wurde eine Flutlichtanlage installiert und am 30. März 1953 die erste Flutlichtbegegnung des Drumcondra FC gegen den schottischen FC St. Mirren ausgetragen. Das erste Flutlichtspiel zwischen zwei irischen Mannschaften fand am 2. Oktober 1953 zwischen dem Drumcondra FC und St Patrick’s Athletic statt, im selben Jahr wurde die Tribüne an der Richmond Road überdacht.
Seit den 1950er-Jahren trägt auch der Shelbourne FC seine Heimspiele im Tolka Park aus und schloss im Mai 2024 einen Mietvertrag für die Dauer von 250 Jahren mit dem Dublin City Council ab, der seit 2016 Eigentümer des Tolka Park ist.
Weitere Vereine, die den Tolka Park als Heimspielstätte nutzten, waren der Home Farm FC, der 1972 aus der Auflösung des Drumcondra FC entstand, sowie dessen ehemals großer Rivale Shamrock Rovers, der in der Saison 1987/88 im Tolka Park gastierte, aber ohne Unterstützung seiner organisierten Fanszene auskommen musste, weil diese den Spielort aus Protest gegen die seinerzeitigen Vereinseigentümer boykottierte.

### Ausschreitungen
1942 war das Stadion Schauplatz einer gewalttätigen Auseinandersetzung zweier örtlich rivalisierender Banden, die von Zeitungen als „Battle of Tolka Park“ (deutsch Schlacht vom Tolka Park) bezeichnet wurde, die während einer Pokalbegegnung zweier Amateurmannschaften ausbrach. Schnell wurde klar und vom Fußballverband sowie den beteiligten Mannschaften bestätigt, dass diese Gewalttätigkeiten in keinerlei Zusammenhang mit dem Fußballspiel standen. Vielmehr ging es um eine Art „Privatkrieg“ zwischen der Ash Street Gang und der Stafford Street Gang. Zunächst war die Ash Street Gang ins Stadion gekommen, ohne Eintritt zu bezahlen. Bald darauf näherte sich die Stafford Street Gang mit einer Flotte von Booten auf dem nahe gelegenen Fluss Tolka dem Stadion und griff dort ihre Rivalen an. Die gewalttätige Auseinandersetzung wurde mit schweren Waffen, wie Messern, Schwertern und Brechstangen, geführt und veranlasste die anderen Zuschauer sowie die beteiligten Mannschaften zur Flucht.
Zu einem Spielabbruch in der ersten Liga kam es am Neujahrstag 1956 bei der Begegnung zwischen dem Drumcondra FC und den Sligo Rovers. Nachdem die Sligo Rovers kurz vor Spielende den vermeintlichen Siegtreffer erzielt hatten, gab es bei einem letzten Gegenangriff der Heimmannschaft wegen eines vermeintlichen Handspiels den zweiten Strafstoß des Spiels für Drumcondra. Daraufhin stürmten aufgebrachte Fans des Gastvereins den Rasen, stellten sich vor das Tor der Sligo Rovers und umlagerten den Schiedsrichter, so dass der Strafstoß nicht ausgeführt werden konnte.
Zu einem zweiten Spielabbruch in der höchsten Spielklasse kam es 1958 beim seinerzeit vielleicht bedeutendsten Dubliner Derby zwischen Drumcondra und den Shamrock Rovers. Als es in der 65. Minute bei 2:1-Führung der Gäste zu einer umstrittenen Szene gekommen war, stürmten einige Anhänger der Heimmannschaft das Spielfeld, so dass die Begegnung nicht fortgesetzt werden konnte.